# Бакье, Габриэль
Габрие́ль-Огюсте́н-Раймо́н-Теодо́р-Луи́ Бакье́ (фр. Gabriel Augustin Raymond Théodore Louis Bacquier; 17 мая 1924, Безье — 13 мая 2020) — французский оперный певец (баритон).

## Биография
Габриэль Бакье родился в Безье во Франции и в детстве был очарован всем, что связано с пением, — записями, трансляциями и фотографиями певцов. Начал учиться в Монпелье в качестве коммерческого художника, в то же время проходил службу на железных дорогах во время оккупации. Там он нашёл учителя пения, стал брать уроки в музыкальной школе и в 1945 году поступил в Парижскую консерваторию, которую окончил в 1950 году. В том же году поступил в оперную труппу Жозе Бекмана и дебютировал в Ницце в первой редакции оперы Марселя Ландовски «Безумец». 
В 1953—1956 гг. — солист брюссельского театра Ла Монне, где в его репертуаре ключевые партии в опере (особенно французской) соседствовали с ролями в оперетте. С 1956 г. в парижской Опера-комик. С 1960 г. — солист Парижской оперы, в 1962 г. дебютировал на Глайндборнском фестивале в партии Графа Альмавивы («Свадьба Фигаро»), в последующие два года выступил впервые на многих важнейших оперных сценах мира и наконец в 1964 г. в первый раз спел в Метрополитен Опера (Первосвященник, «Самсон и Далила» Сен-Санса), после чего выходил на эту сцену в различных партиях на протяжении 18 сезонов. Он также часто пел в Филадельфийской лирической оперной труппе в период с 1963 по 1968. В этой труппе он дебютировал 22 февраля 1963 года в партии Зурги в опере Бизе с Ферруччо Тальявини и Адрианой Малипонте. Впоследствии выступал в этой оперной труппе в таких постановках, как «Кармен», «Отелло» и др. В опере в Сан-Франциско он дебютировал в 1971 году с партией Мишеля в «Плаще».
Несмотря на французское происхождение, Бакье не признавал в себе типаж французского баритона. Большинство ролей в его репертуаре — из итальянских опер. Его можно было услышать в роли Ренато в опере «Бал-маскарад», Мелитоне в «Силе судьбы», в «Дон Карлосе», Скарпиа в «Тоске». Часто Габриэль играл и комедийные роли, такие, как Бартоло в опере «Севильский цирюльник», «Дон Паскуале», «Фальстаф», Лепорелло в «Дон Жуане», Альфонсо в «Так поступают все женщины» и т. д. В 1975 году о его роли доктора Дулькамара писали, что «широкий юмор чужд природе Бакье, и его персонаж вовсе не карикатура, которой он должен быть, а настоящий человек, отягощённый собственным шарлатанством и человеческой наивностью». В мае 1980 года он спел партию на премьере оперы «Сирано де Бержерак» Поля Данблона в рамках празднования 150-летия основания государства Бельгии. Это произошло в Льеже на сцене Королевской оперы Валлонии. В 1994 г. оставил оперную сцену, однако изредка продолжал выступать и записываться с камерными произведениями. Его финальным выступлением было исполнение роли Дона Паскуале в опере-комедии.
Записал партии «четырёх демонов» в опере «Сказки Гофмана» Оффенбаха (дир. Бонинг, Decca), заглавную партию в «Вильгельме Телле» (франц. версия, дир. Гарделли, EMI), партию Короля треф в опере «Любовь к трём апельсинам» Прокофьева (дир. Нагано, Virgin Classics).
Увлёкся песенным жанром и в этом направлении записал несколько песен Равеля, Деода де Северака, Пуленка и других. Два успешных концерта 1961 и 1972 годов были впоследствии выпущены в качестве альбома в 1987 году на лейбле Vogue. В альбоме 1964 года Жака Феврие он исполнил шесть песен. Бакье появился в 1976 году в фильме La Grande récré (Caruso), а также в эпизодической певческой роли в свадебной сцене фильма 1986 года Манон с источника. Он также снялся в 1979 году в фильме «Фальстаф» режиссёра Гетца Фридриха. Запись сделали в Вене в 1978, а сам фильм был снят в Берлине в 1979. Также снимался в студийном фильме Любовь к трём апельсинам в 1989 году. Бакье был преподавателем сначала в вокальной школе Парижской оперы, а затем в Парижской консерватории и с 2001 года в Академии музыки Монако, где руководил студенческими постановками. В 2007 году Габриэль Бакье записал для альбома тринадцать песен актёра и композитора Пьера Луки, режиссёра Жака Болоньези. Он фигурирует в качестве одного из интервьюеров в книге Сильви Мило Doucement les Basses ossia Dîner avec Gabriel Bacquier, José van Dam et Claudio Desderi. 
Был одним из ведущих подписантов петиции в 2008 году Appel à la Refondation des Troupes de Théâtre Lyrique в защиту французского искусства пения.

## Репертуар
В начале творческого пути Бакье исполнял партии разных амплуа: Дон Жуан, Фальстаф, Онегин, Скарпиа, Риголетто. Впоследствии специализировался на партиях комиков и злодеев: Лепорелло, Дон Бартоло, Дулькамара, Яго, Санчо Панса.
Габриэль Бакье прославился прежде всего исполнением французского оперного репертуара: «Манон» и «Таис» Жюля Массне, «Искатели жемчуга» Жоржа Бизе, «Пеллеас и Мелизанда» Клода Дебюсси, «Сказки Гофмана» Жака Оффенбаха, а также оперы композиторов-современников. В камерном репертуаре Бакье выступал с песнями Мориса Равеля и Франсиса Пуленка.

## Награды и премии
- Кавалер ордена Почётного легиона (1975)[10]
- Великий офицер ордена «За заслуги»[11]
- Командор ордена Искусств и литературы[11]
- Премия «Виктуар де ля мюзик» в номинации «Оперный певец года» (1985)
- Приз ЮНЕСКО имени Герберта фон Караяна (2004)